# Invasieliteratuur

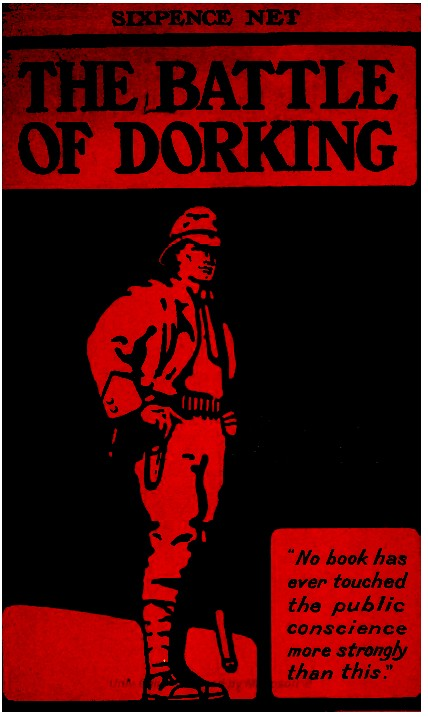
The Battle of Dorking (1871; afbeelding van een uitgave uit 1914), het eerste voorbeeld van invasieliteratuur.

Invasieliteratuur (of de invasieroman) is een literair genre dat vooral veel voorkwam in verhalen geschreven tussen 1871 en de Eerste Wereldoorlog. Het genre dook voor het eerst op in het Verenigd Koninkrijk in het verhaal The Battle of Dorking, een fictief verslag van een invasie in Engeland door Duitsland. Dit verhaal was zo populair, dat er al snel veel soortgelijke verhalen volgden.
Alle verhalen uit de invasieliteratuur gaan over hoe een land (vaak het land waar het boek wordt gepubliceerd) wordt aangevallen door een vijand die groter en sterker is. Het genre speelde vooral in op de toenemende spanningen tussen vooral Europese landen in de dagen voor de Eerste Wereldoorlog. In totaal zijn er meer dan 400 boeken over dit genre verschenen. Veel van deze boeken zijn vandaag de dag niet meer in omloop.

## Achtergrond
Het verhaal The Battle of Dorking (1871) werd geschreven door George Tomkyns Chesney en verscheen voor het eerst in Blackwood's Magazine. In dit korte verhaal beschrijft Chesney een invasie van Engeland door een vijandig land (dat niet bij naam wordt genoemd, maar overduidelijk is Duitsland bedoeld). Chesney was net als veel andere Britten geschrokken van de succesvolle invasie van Frankrijk door de Pruisen tijdens de Frans-Duitse Oorlog. Chesney schreef aanvankelijk brieven en artikelen om lezers bewust te maken dat de Pruisen mogelijk een gevaar vormden en dat het Engelse leger dus verbeterd moest worden. Toen het effect daarvan uitbleef, schreef hij zijn verhaal. Hij was kapitein van de Engelse genie en is later opgeklommen tot generaal.
Al snel volgden andere auteurs Chesney’s voorbeeld. Tussen 1871 en het uitbreken van de Eerste Wereldoorlog schreven honderden schrijvers invasieliteratuur. Deze boeken werden vaak bestsellers in Duitsland, Frankrijk, Engeland en de Verenigde Staten. Ze handelden niet altijd om een menselijke tegenstander. In een van de bekendste voorbeelden, The War of the Worlds (1898), komt het vijandige leger vanuit de ruimte.
William Le Queux was een van de meest prominente auteurs van het genre. Hij schreef een tot twaalf romans per jaar tot aan zijn dood in 1927. Zijn werk verscheen veel in kranten, zoals de Daily Mail. Zijn populairste werk was The Invasion of 1910 (1906), dat in 27 talen is vertaald. Dit boek kent verschillende eindversies, afhankelijk van de taal waarin het is uitgegeven (zo winnen de Duitsers in de Duitstalige versie, maar verliezen ze in de Engelstalige versie).
De invasieliteratuur had ook een grote impact in Japan, dat rond deze tijd een snelle modernisatie onderging. Shunrō Oshikawa, een pionier op het gebied van Japanse sciencefiction- en avonturenverhalen, publiceerde een van de bekendste Japanse verhalen uit de invasieliteratuur: Kaitō Bōken Kidan: Kaitei Gunkan ("Undersea Battleship"). Deze roman speelde in op de imperialistische ambities van het Japan van destijds, en wordt door sommigen gezien als voorspeller van de Russisch-Japanse Oorlog.
De eerste vormen van invasieliteratuur in het koloniale Hongkong doken op in 1897, beginnend met het verhaal The Back Door. Dat speelde vooral in op het gebrek aan steun van de Britse overheid voor Hongkong, dat toen nog een Britse kolonie was.
Een van de eerste Invasieliteratuurverhalen in de Verenigde Staten was “The stricken nation” door Hugh Grattan Donnely, gepubliceerd in 1890. Daarin valt Engeland de Verenigde Staten aan.

## Politieke impact
Veel van de verhalen hadden dermate veel impact op lezers, dat er al snel complottheorieën ontstonden over buitenlandse spionagenetwerken. In 1909 nam de druk op de politiek om actie te ondernemen steeds verder toe. Dit was mede de reden dat de Secret Intelligence Service, de voorloper van MI5 en MI6, werd opgericht.
De invasieliteratuur kreeg ook veel kritiek van de overheid. Zo meende men dat deze verhalen juist bijdroegen aan de gespannen toestand tussen de landen..

## Na de Eerste Wereldoorlog
Na de Eerste Wereldoorlog nam de interesse in het genre af, maar het verdween niet geheel. Ook vandaag de dag worden nog verhalen gepubliceerd die tot de invasieliteratuur kunnen worden gerekend. Tijdens de Koude Oorlog heerste in Amerika grote paniek voor een mogelijke invasie door communisten, iets waar schrijvers handig gebruik van maakten. Een bekend voorbeeld hiervan is Jerry Sohls Point Ultimate (1955). Een ander voorbeeld van naoorlogse invasieliteratuur is de jeugd trilogie The Tripods van Samuel Youd onder zijn pseudoniem John Christopher, in het Nederlands vertaald onder de titels: De witte bergen (1967), De stad van goud en lood (1967) en De vuurpoel (1968).